# Trold
En trold er en naturånd, beslægtet med fauner, dværge, nisser etc. 
Trolde er mytiske menneskelignende væsener fra den skandinaviske folketro. De beskrives meget forskelligt: fra venlige kæmper til djævelske menneskeagtige skikkelser. De gengives tit med grove eller groteske træk. De lever under jorden, i klipper eller huler og er typisk tyvagtige, stærke og ret dumme. De bortfører mennesker, oftest børn, der skiftes ud med deres egne troldeunger – skiftinger.
Nordisk litteratur, kunst og musik fra romantikken har beskrevet trolde på forskellig måde: oftest som en indfødt race med store ører og næser. Herfra og fra skandinaviske eventyr som "De tre bukke Bruse" er trolde blevet internationalt kendt. I moderne litteratur – i fantasy-genren og i rollespil er trolde blevet stereotyper uden logik eller avanceret sprog.

## Skabelsen
Der finde mange sagn om, hvordan trolde er skabt. Her er et af de nyere:
| En dag stod Eva og vaskede sine børn. Gud kaldte på hende. Hun blev så forfjamsket, at hun skjulte de børn, som hun endnu ikke havde nået at vaske. Da Eva kom hen til Gud, spurgte han: "Har du nu alle dine børn med dig?" "Ja", svarede Eva. Gud kiggede længe på hende og sagde så: "Hvad du har skjult for mig i dag, skal altid være skjult for menneskene!" Straks blev de børn, hun havde skjult, forvandlet til trolde og andre skabninger, og de måtte leve som underjordiske i al tid og evighed. De blev smidt ud af himlen og landede efter nogen tid på jorden. De, der landede i moserne, blev til elverfolk, og de, der landede i gårdene, blev til nisser. Endelig blev de, der landede på højene, til højfolk eller bjergfolk, altså dem vi kalder trolde. Fra Morten Grue |

## Trolde i nordisk kunst, musik og litteratur
Kunstnerne i 1880'erne og 90'erne brugte trolde steder i deres kunst.
Flere kunstnere har beskæftiget sig med trolde. Bl.a. har komponisten Edvard Grieg skrevet flere værker, hvori trolde indgår, og maleren Henry Heerup påstod ligefrem, at han dagligt talte med trolde.
Billedhuggeren Niels Hansen Jacobsens berømte skulptur "Trold, der vejrer kristenblod" blev til i 1896 og står nu opstillet tre steder i Danmark: centralt i springvandet foran Vejen Kunstmuseum, midt i København i haven bag Glyptoteket og på lur ved Jesuskirken i Valby.

H.C. Andersen har også brugt trolden i flere af sine eventyr: Dødningen (1830), Reisekammeraten (1835), Den standhaftige Tinsoldat (1838), Sneedronningen (1844), Elverhøi (1845) og Vanddraaben (1847).

Trolde optræder også i danske folkeeventyr: Hvem der først bliver vred.

## Ordsprog
- At springe op som trold af æske
- Art slægter art på, og trold føder djævle.

## Galleri
Billeder af trolde af nordiske kunstnere.
- Havtrolden (Theodor Kittelsen, 1887).
- Skovtrolden. (Theodor Kittelsen, 1906).
- Trold tænker på hvor gammel den er. (Theodor Kittelsen, 1911).
- Skiftingen (John Bauer, 1913).

## Berømte trolde
- Troldepus
- Shrek